# Gjoko Hadžievski
Gjoko Hadžievski (Macedonisch: Ѓоко Хаџиевски) (Bitola, 31 maart 1955) is een Macedonisch voormalig voetbaltrainer.

## Carrière
In 1988 startte Hadžievski zijn trainerscarrière bij zijn FK Pelister Bitola. Hij tekende in 1991 bij FK Vardar Skopje. Met deze club werd hij in 1993 en 1995 kampioen van de Prva Liga. Tussen 1996 en 1999 trainde hij Macedonisch voetbalelftal. In 2001 keerde Hadžievski terug bij FK Vardar Skopje. Met deze club werd hij in 2002 eb 2003 kampioen van de Prva Liga. Tussen 2003 en 2007 trainde hij AGS Kastoria, Doxa Drama en OFK Vihren Sandanski. Hij tekende in 2007 bij FK Bakoe. Met deze club werd hij in 2009 kampioen van de Azerbeidzjan Premyer Liqası.